# 李明心
李明心（1723年—1823年），字孔昭，号鏡涵，貴州兴义人，祖籍江蘇淮安，清朝官員。

## 生平
李明心於嘉慶二年（1797年）接替汪楠，於台灣擔任台灣府淡水撫民同知。台灣府淡水撫民同知又稱淡水同知，為台灣清治時期的重要地方官員，官職品等為正五品，專司負責北台灣內政，為駐守於淡水廳的地方父母官。因為當時淡水廳管轄區域約今台灣基隆至新竹，因此實為北台灣的統治者。
有子李振青，亦為淡水同知，與父親被台灣人稱作“大小冯子才”。